# Analýza DNA
Analýza DNA je specifická archeologická metoda, která se používá k určení fyziologických znaků testovaného jedince.

## DNA
DNA neboli deoxyribonukleové kyselina je obsažena v každé buňce a nese genetický materiál, který se předává při procesu rozmnožování z rodičů na potomky. Studiem genů, které tvoří DNA, se zabývá molekulární genetika. Můžeme také rozlišit dva typy DNA: jaderné, které je součástí buněčného jádra, a mitochondriální, které se nachází v mitochondriích.

## Historie
Molekula DNA byla objevena již v roce 1869. V 80. letech dvacátého století došlo ke zveřejnění studií, které se zabývaly DNA v souvislosti s historií. V současnosti má analýza DNA velký vliv nejen na zkoumání pozůstatků lidských jedinců, ale také ostatků zvířat a zbytků rostlin. Zachovalost DNA může být ovlivněna mnoha faktory jako jsou stav pozůstatků, kontaminace cizí DNA, způsob uložení pozůstatků atd. Na území Česka jsou zpravidla jediným zdrojem získávání informací o DNA lidských jedinců nebo zvířat kosti a zuby. Ovšem v Egyptě a dalších místech s příhodným klimatem dochází k zachování také měkkých tkání jedinců.

## Dělení analýzy DNA a využití
Analýza DNA se dělí na dva typy: absolutní a mitochondriální. Absolutní analýza DNA zkoumá šroubovici jako celek, z čehož je možno zjistit pohlaví, v jakém věku zkoumaný jedinec zemřel, jaké měl nemoci atd. Mitochondriální analýza DNA porovnává rozdíly mezi tehdejší a dnešní populací za pomoci studia chromozomu Y, který je v podstatě neměnný v průběhu historie, což vede mimo jiné k diskuzím o migraci skupin osob v minulosti. Výsledkem analýzy DNA je tedy zejména zjištění pohlaví, dožitý věk jedince a jakými nemocemi trpěl. Pak také rodinné vazby, migrace či genetické rozdíly.

## Praktické využití
Analýza DNA byla využita například při nejstarším zachycení chrta na území ČR u kostí nalezených na hradišti Starý Těšín u obce Chotěbuz-Podobora. Tento chrt se na české území pravděpodobně dostal jako dar z přímořských oblastí. Na českém území hrála analýza DNA také významnou roli při zkoumání velkomoravského pohřebiště ve Znojmě-Hradišti, kde byly odebrány vzorky z celkem 63 hrobů a následně analyzovány z důvodu zjištění pohlaví jedinců, vztahů mezi nimi a dědičných onemocnění sužujících jejich společnost.